# Macrodasys acrosorus
Macrodasys acrosorus is een buikharige uit de familie van de Macrodasyidae. De wetenschappelijke naam van de soort werd voor het eerst geldig gepubliceerd in 2009 door Hummon en Todaro.